# Tesalia
Tesalia é um município da Colômbia, localizado no departamento de Huila.